# 7월 19일
7월 19일은 그레고리력으로 200번째(윤년일 경우 201번째) 날에 해당한다.

## 사건
- 64년 - 로마 대화재
- 1553년 - 잉글랜드의 메리 1세, 잉글랜드 왕국 및 아일랜드 왕국의 여왕으로 즉위.
- 1864년 - 태평천국의 수도 난징이 함락되어 태평천국이 멸망하다.
- 1870년 - 프랑스가 프로이센에 선전포고를 하다.
- 1871년 - 신미양요: 조선 조정에서 피해를 입은 초지진·광성진의 민가에 내탕금 1천 냥을 나누어 지급하다.
- 1882년 - 임오군란이 발생하다.
- 1947년 - 한국의 여운형이 암살되다.
- 1947년 - 버마의 아웅산이 암살되다.
- 1949년 - 라오스가 프랑스로부터 독립하다.
- 1965년 - 한국의 이승만이 대통령 하야 후 하와이에서 사망하다.
- 1989년 - 유나이티드 항공 232편 불시착 사고로 112명이 사망하고 부상자 171명을 포함해 184명이 생존하다.
- 2006년 - 정운찬 서울대학교 총장이 퇴임하다.
- 2007년 - 한국인 20여 명이 탈레반에 납치되다. (2007년 탈레반 한국인 납치 사건)

## 문화
- 2013년
  - 광주광역시가 2019 세계수영선수권대회 유치에 성공하였다.
- 2021년 - KBS NEWS D 개국.

## 탄생
- 1814년 - 미국의 발명가 새뮤얼 콜트. (~1862년)
- 1834년 - 프랑스의 화가, 조각가 에드가 드가. (~1917년)
- 1873년 - 미국의 야구인 해리 데이비스. (~1947년)
- 1879년 - 프랑스의 에스페란티스토 외젠 랑티. (~1947년)
- 1896년 - 영국의 소설가 A. J. 크로닌. (~1981년)
- 1922년 - 미국의 정치인 조지 맥거번. (~2012년)
- 1923년 - 일본의 가수 미나미 하루오. (~2001년)
- 1926년 - 미국의 배우, 댄서, 분장사 헬렌 갤러거. (~2024년)
- 1929년
  - 프랑스의 역사학자 에마뉘엘 르 루아 라뒤리. (~2023년)
  - 체코의 건축가, 교육자, 예술가 존 헤이덕. (~2000년)
- 1938년 - 인도의 천체물리학자 자얀트 나를리카르. (~2025년)
- 1941년 - 미국의 가수 겸 뮤지컬 배우 비키 카.
- 1947년 - 영국의 대중음악가, 천체물리학자 브라이언 메이.
- 1949년 - 남아공의 정치인 칼레마 모틀란테.
- 1953년
  - 일본의 정치인 나카가와 쇼이치. (~2009년)
  - 아르헨티나의 축구 선수 레네 오우세만. (~2018년)
  - 대한민국의 군인 최윤희.
- 1955년 - 일본의 영화감독 구로사와 기요시.
- 1957년 - 대한민국의 정치인 김조원.
- 1958년 - 일본의 작곡가 노미 유지.
- 1959년
  - 대한민국의 성우 김동현.
  - 대한민국의 정치인 오태원.
  - 대한민국의 생물학자 배은희. (~2014년)
- 1962년 - 미국의 배우 앤서니 에드워즈.
- 1964년
  - 대한민국의 만화가, 정치인 백무현. (~2016년)
  - 미국의 농구 선수 테리사 에드워즈.
- 1967년 - 대한민국의 수석부위원장 김동관. (~2024년)
- 1968년 - 대한민국의 전 가수 이가이 (베이비복스).
- 1969년 - 대한민국의 배우 윤용현.
- 1970년
  - 칠레의 배우 네스토르 칸티야나.
  - 프랑스의 배우 사이드 타그마우이.
- 1971년
  - 대한민국의 축구 선수 한정국.
  - 우크라이나의 권투 선수 비탈리 클리치코.
- 1972년
  - 대한민국의 전 야구 선수, 현 야구 코치 박석진.
  - 대한민국의 전 야구 선수 박보현.
- 1973년
  - 칠레의 배우 네스토르 칸티야나.
  - 튀르키예의 레슬링 선수, 지도자 아뎀 베레케트.
  - 프랑스의 배우 사이드 타그마우이.
- 1974년 - 대한민국의 연극배우, 연극연출자 변창열.
- 1975년 - 이탈리아의 축구 선수 루카 카스텔라치.
- 1976년
  - 영국의 배우 베네딕트 컴버배치.
  - 대한민국의 배우 안연홍.
  - 스웨덴의 DJ 에릭 프리즈.
- 1977년 - 대한민국의 성우 이소은.
- 1978년 - 대한민국의 디자이너 김진.
- 1979년 - 대한민국의 배우이자 대학 교수 박도유.
- 1980년 - 대한민국의 희극인 정철규.
- 1981년
  - 대한민국의 가수 남예지.
  - 대한민국의 유도 선수 이원희.
  - 대한민국의 역도 선수 이소연.
- 1982년 - 베트남의 배우, 모델 ,사업가 리냐끼.
- 1983년
  - 대한민국의 야구 선수 이대형.
  - 대한민국의 배구 선수 이정옥.
  - 조선민주주의인민공화국의 축구 선수 김영준.
- 1984년
  - 대한민국의 희극인 박광수.
  - 캐나다의 성우, 배우 앤드리아 리브먼.
- 1985년
  - 대한민국의 레이싱 모델 이채은.
  - 대한민국의 배우 한이서.
  - 대한민국의 성우 권영지.
  - 인도네시아의 가수 리키 우중.
- 1986년 - 대한민국의 배구 선수 이진희.
- 1987년
  - 미국의 격투기 선수 존 존스.
  - 대한민국의 모델, 가수 김디에나.
- 1988년
  - 미국의 성우 셰러미 리.
  - 독일의 축구 선수 케빈 그로스크로이츠.
- 1989년
  - 대한민국의 방송인, 아나운서 황보미.
  - 대한민국의 아나운서 정슬기.
  - 브라질의 축구 선수 노르베르투 무라라 네투.
  - 대한민국의 기자, 앵커 한민용.
- 1990년
  - 일본의 가수 다카다 시오리.
  - 잉글랜드의 모델 로지 존스.
- 1991년
  - 대한민국의 리그 오브 레전드 프로게이머 박상면.
  - 대한민국의 레이싱 모델 이연윤.
  - 대한민국의 전 기상캐스터 김태림.
  - 대한민국의 야구 선수 정대현.
  - 대한민국의 가수 강설민.
- 1992년
  - 대한민국의 치어리더 김진아.
  - 대한민국의 축구 선수 한석종.
- 1993년 - 미국의 전 리그 오브 레전드 프로게이머 피터 펭.
- 1994년 - 일본의 가수 고모리 미카.
- 1995년
  - 대한민국의 배우 박한솔.
  - 일본의 성우 야마시타 나나미.
- 1996년 - 대한민국의 가수 오하영 (에이핑크).
- 1997년 - 대한민국의 알파인 스키 선수 강영서.
- 1998년
  - 대한민국의 가수 초윤. (A.De)
  - 브라질의 축구 선수 루카스 바르셀루스 다마세누.
- 1999년 - 대한민국의 가수 겸 배우김소혜 (아이오아이).
- 2000년 - 대한민국의 야구 선수 문보경.
- 2002년 - 일본의 쇼기기사 후지이 소타.
- 2005년 - 일본의 아이돌 이오키 마오.
- 2007년
  - 대한민국의 배우 이예은.
  - 대한민국의 배우 박민수.

## 사망
- 523년 - 제52대의 교황 교황 호르미스다. (450년~)
- 1689년 - 조선의 성리학자 송시열. (1607년~)
- 1810년 - 프로이센의 왕비 루이제 추 메클렌부르크슈트렐리츠 공녀. (1776년~)
- 1947년
  - 대한민국의 독립운동가, 정치인 여운형. (1886년~)
  - 미얀마의 독립운동가, 혁명가 아웅 산. (1915년~)
- 1965년  - 대한민국의 제1~3대 대통령 이승만. (1875년~)
- 1967년 - 대한민국의 독립운동가 겸 정치인 김도연. (1894년~)
- 1984년 - 대한민국의 종교인 서남동. (1918년~)
- 1991년 - 대한민국의 기업인 이창희. (1933년~)
- 1999년 - 대한민국의 군인 석주암. (1916년~)
- 2004년 - 일본의 정치인 스즈키 젠코. (1911년~)
- 2014년 - 미국의 배우 제임스 가너. (1928년~)
- 2016년 - 미국의 영화감독 게리 마셜. (1934년~)
- 2017년 - 대한민국의 정치인 이찬혁. (1924년~)
- 2018년 - 카자호스탄의 피겨스케이팅 선수 데니스 텐. (1993년~)
- 2019년
  - 중국의 가수 야오리. (1922년~)
  - 아르헨티나의 건축가 시저 펠리. (1926년~)
  - 네덜란드의 영화배우 루트거 하우어. (1944년~)
- 2020년 - 스페인의 소설가, 저널리스트 후안 마르세. (1933년~)
- 2021년
  - 대한민국의 산악인 김홍빈. (1964년~)
  - 엘살바도르의 제57대 대통령 아르투로 아르만도 몰리나. (1927년~)
- 2022년 - 미국의 가수 Q 라자루스. (1960년~)
- 2023년
  - 헝가리의 영화배우 벌라조비치 러요시. (1946년~)
  - 대한민국의 가수, 배우 청림. (1986년~)
- 2024년
  - 말리의 음악가 투마니 디아바테. (1965년~)
  - 웨일스의 스누커 선수 레이 리어던. (1932년~)
  - 미국의 인류학자 제임스 C. 스콧. (1936년~)
  - 이스라엘의 수학자 엘리야후 립스. (1948년~)
  - 베트남의 제10대 주석 응우옌푸쫑. (1944년~)
  - 우크라이나의 언어학자 이리나 파리온. (1964년~)

## 기념일
- 순교자의 날: 미얀마
- 광복절: 니카라과

## 같이 보기
- 전날: 7월 18일 다음날: 7월 20일 - 전달: 6월 19일 다음달: 8월 19일
- 음력: 7월 19일
- 모두 보기